# Mirosław Okorski
Mirosław Okorski (ur. 26 kwietnia 1956 w Bytomiu) – polski piłkarz, grający na pozycji obrońcy.

## Kariera
Na początku 1987 roku przyszedł do pierwszoligowej Polonii Bytom, w barwach której rozegrał osiem spotkań w lidze. Po pół roku przeszedł do również pierwszoligowych Szombierek. Na początku 1988 roku został piłkarzem Piasta Gliwice. Po spadku tego klubu do III ligi w listopadzie 1989 roku wrócił do Szombierek. W klubie tym występował na szczeblu I i II ligi do 1993 roku, rozgrywając w tym okresie 70 meczów.
We wrześniu 1993 roku został zawodnikiem Lechii Dzierżoniów, w której grał – z półroczną przerwą – do 1995 roku. Na dalszym etapie kariery grał w klubach niższych lig: Olimpii Piekary Śląskie oraz Orle Bobrowniki.
Był trenerem Olimpii Piekary Śląskie i Andaluzji Brzozowice.

## Statystyki ligowe
| Sezon         | Klub                    | Liga     | Mecze | Gole |
| ------------- | ----------------------- | -------- | ----- | ---- |
| 1986/1987 (w) | Polonia Bytom           | I liga   | 8     | 0    |
| 1987/1988 (j) | Szombierki Bytom        | I liga   | 5     | 0    |
| 1987/1988 (w) | Piast Gliwice           | II liga  | ?     | ?    |
| 1988/1989     | Piast Gliwice           | II liga  | ?     | ?    |
| 1989/1990 (j) | Piast Gliwice           | III liga | ?     | ?    |
| 1989/1990     | Szombierki Bytom        | II liga  | 19    | 0    |
| 1991/1992     | Szombierki Bytom        | II liga  | 24    | 1    |
| 1991/1992     | Szombierki Bytom        | II liga  | 25    | 0    |
| 1992/1993     | Szombierki Bytom        | I liga   | 2     | 0    |
| 1993/1994 (j) | Szombierki Bytom        | II liga  | 0     | 0    |
| 1993/1994     | Lechia Dzierżoniów      | II liga  | 23    | 0    |
| 1994/1995 (j) | Szombierki Bytom        | II liga  | 3     | 0    |
| 1994/1995 (w) | Lechia Dzierżoniów      | II liga  | 15    | 0    |
| 1995/1996 (j) | Olimpia Piekary Śląskie | III liga | ?     | ?    |